# 張羽偉
張羽偉（1957年—），華語流行音樂男歌手，也是位詞曲創作人、音樂製作人、影像製作人、文字作家以及焦炭樂團的吉他主唱。2000年替台灣電影《我叫阿銘啦》量身打造電影主題曲〈認命〉，榮獲第37屆金馬獎「最佳原創電影歌曲獎」。2004年以台語專輯《豬八戒》榮獲第15屆金曲獎最佳台語男演唱人獎。

## 作品

### 個人專輯
| 專輯名稱           | 發行日期       | 曲目 | 唱片公司     |
| 《我叫張羽偉啦》   | 2000年12月1日  | 列表 1. 夢 (電影版) 2. 夢 (月琴版) 3. 認命 (電影版) 4. 情字按準講(木吉它版) 5. 認命(月琴版) 6. 夢 (電吉它版)                                                                  |              |
| 《明天要按怎過》   | 2002年9月1日   | 列表 1. 阿伯進行曲 2. 明天要按怎過 3. 憨大呆 4. 四十年空白的日子 5. 愛情 6. 夢 7. 無法無天 8. 認命 9. 軋車 10. 世間人                                                         |              |
| 《豬八戒》         | 2003年12月1日  | 列表 1. 豬八戒 2. 愈講愈厲害 3. 風瀟瀟雨飄飄 4. 三不五時 5. 情字按準講 6. 義雄兄 7. 吹氣球 8. 大家做陣來 9. 垃圾倒在阮厝邊 10. 情字按準講（月琴版）                           |              |
| 《衝啥會》         | 2004年1月1日   | 列表 1. 明天要按怎過 2. 愈講愈厲害 3. 衝啥會 4. 認命 5. 黃金的故鄉 6. 阿伯進行曲 7. 愛情 8. 四十年空白的日子 9. 繁華的城市 10. 世間人 11. 義雄兄                              |              |
| 《出狀元》         | 2004年12月13日 | 列表 1. 出狀元 2. 今嘛的台灣是按準 3. 情字按準講 4. 殘而不廢 5. 攏嗎無人知 6. 改過 7. 同林鳥 8. 做一個快樂的少年人 9. 歹命子 10. 芋頭甲蕃薯子                                 |              |
| 《台灣我尚大》     | 2006年12月27日 | 列表 1. 台灣我尚大 2. 住在台北 3. 台南要起行 4. 不要回頭 5. 一個人的日記 6. 歷史在看 7. 黑白公司 8. 桃園你是咱的春天 9. 汽油甲番火 10. 良心                                   | 金革國際唱片 |
| 《媽祖歌謠全紀錄》 | 2019年12月12日 | 列表 1. 湄洲媽祖（台）語版 2. 白沙屯&山邊媽祖 3. 大甲媽祖 4. 龍德四媽祖 5. 田中媽祖 6. 山邊媽祖 7. 新港媽祖 8. 朴子媽組 9. 白沙屯ㄟ媽祖婆 10. 中華媽祖 11. 湄洲媽祖（國）語版 | 好有感覺音樂 |

### 合作專輯

#### 與焦炭樂團
| 專輯名稱             | 發行日期       | 曲目 | 唱片公司               |
| 《輕輕鬆鬆談戀愛》   | 2005年8月1日   | 列表 1. 北海岸 2. 九份好去玩 3. 猴硐的一板橋 4. 輕輕鬆鬆談戀愛 5. 黃金的故鄉 6. 走找思雙枝 7. 恆春謠 8. 繁華的城市 9. 金瓜石 10. 十三層的陰陽海 | 喜瑪拉雅音樂           |
| 《舊山線火車追想曲》 | 2007年1月1日   | 列表 1. 火車 火車 (台語版) 2. 台灣要起行 3. 台灣是你咱的春天 4. 火車 火車 (客語版) 5. 油桐花 6. 住在台北 7. 黃金的故鄉 8. 歷史在看 9. 繁華的城市 | 苗栗舊山線文化產業協會 |
| 《阿嬤進行曲》       | 2008年11月28日 | 列表 1. 阿嬤進行曲 2. 茶鄉坪林 3. 林淵甲黃淵 4. 情定西湖 5. 三義西湖攏給你 6. 什咪攏不驚 7. 火車 火車 8. 攏是祖先的心血 9. 台北找茶 | 喜瑪拉雅音樂           |
| 《1+1=10》           | 2010年12月1日  | 列表 1. 清境的 清境之歌 雲 山 風 霧 2. 新港奉天宮的 媽祖傳 3. 鶯歌的 作磁吃缺﹝砌﹞ 4. 北部的 北海岸 5. 坪林的 坪林換新衫 6. 金瓜石的 黃金的故鄉 7. 埔里的 林淵甲黃淵 8. 恆春的 恆春謠 9. 猴硐的 猴硐的一板橋 10. 九份的 九份好去完 | 喜瑪拉雅音樂           |
| 《1+1=15》           | 2013年11月1日  | 列表 CD 1 1. 台中~台中是台灣ㄟ第一城 2. 新竹~十八尖山 3. 彰化~故鄉ㄟ香火 4. 苗栗~油桐花開 5. 宜蘭~好山好水宜蘭城 6. 雲林~雲林ㄟ出頭天 7. 高雄~幸福ㄟ城市 8. 嘉義~有情有義ㄟ嘉義 9. 南投~南投敢大聲 10. 台南~台南要起行 11. 桃園~桃園是你咱ㄟ春天 12. 台東~美麗台東城 13. 花蓮~台灣ㄟ後山 14. 屏東~台灣尾ㄟ屏東城 15. 台北~新舊台北 CD 2 1. 阿嬤進行曲 2. 日子按怎過 3. 認命 4. 白沙屯ㄟ媽祖 5. 消失的國土 6. 歐吉嗓與美術館 7. 三峽﹝三角湧﹞ 8. 情字按怎講 9. 愈講愈厲害 10. 大家做陣來 11. 走找思想起 12. 歷史在看 13. 攏是祖先 14. 世間人 15. 阿伯進行曲 | 禾廣娛樂音樂           |

### 電影原聲帶
| 專輯名稱                                | 發行日期      | 曲目 | 唱片公司           |
| 《彩虹 艷光四射歌舞團電影概念音樂專輯》 | 2004年10月1日 | 列表 1. 彩虹 2. 靈魂 3. 風言風語 4. 嘿嘿嘿(張羽偉) 5. 流光艷光 6. 緣份 7. 愛情遊戲 8. 風言風語(張羽偉) 9. 嘿嘿嘿(小明,小美,小馬,阿彰) 10. 黃玫瑰 11. 愛情牽亡曲 12. 彩虹(卡拉ok版) 13. 靈魂(卡拉ok版) | 藍萊姆藝科有限公司 |

## 獎項紀錄
| 年份   | 屆次         | 專輯                                    | 獎項                       | 入圍               | 結果 |
| ------ | ------------ | --------------------------------------- | -------------------------- | ------------------ | ---- |
| 2000年 | 第37屆金馬獎 | 《我叫張羽偉啦》                        | 最佳原創電影歌曲獎         | 〈認命〉           | 獲獎 |
| 2004年 | 第15屆金曲獎 | 《豬八戒》                              | 最佳台語男演唱人獎         | 《豬八戒》         | 獲獎 |
| 2004年 | 第41屆金馬獎 | 《彩虹 艷光四射歌舞團電影概念音樂專輯》 | 最佳原創電影音樂獎         | 『艷光四射歌舞團』 | 提名 |
| 2005年 | 第16屆金曲獎 | 《出狀元》                              | 最佳台語流行音樂演唱專輯獎 | 《出狀元》         | 提名 |

## 外部連結
- 張羽偉的Facebook專頁